# Capão do Cipó
Capão do Cipó is een gemeente in de Braziliaanse deelstaat Rio Grande do Sul. De gemeente telt 3.485 inwoners (schatting 2009).